# Шахбанов, Магомед Рахматулаевич
Магомед Рахматулаевич Шахбанов (22 февраля 2001) — российский спортсмен, специализируется по спортивной борьбе грэпплинг и джиу-джитсу.

## Спортивная карьера
В декабре 2020 года в финале чемпионата России в городе Шали одолел Магомедбека Темеева. 28 декабря 2020 года ему было присвоено звание мастер спорта России по джиу-джитсу. В сентябре 2021 года в Наро-Фоминске стал обладателем Кубка России. В октябре 2021 года в Белграде стал чемпионом мира по грэпплингу. В ноябре 2022 года в Каспийске на чемпионате России по грэпплингу в схватке за бронзовую медаль уступил Абдуразаку Кадиеву. В феврале 2023 года в Санкт-Петербурге стал чемпионом России по джиу-джитсу. В декабре 2024 года в американском Лас-Вегасе выиграл чемпионата мира по джиу-джитсу по версии IBJJF в споре коричневых поясов.